# Бенкетінг-хаус
Бенкетінг-хаус (англ. Banqueting House) — бенкетна зала при Вайтголльському палаці у Лондоні (нині палац втрачений), будувалася в 1619-22 роках за проектом Ініго Джонса. Це одна з перших на півночі Європи будівель паладіанської архітектури, що тривалий час слугувала зразком для англійських архітекторів. Як видно з назви, триповерховий особняк напоказ стриманої архітектури призначався для прийомів та бенкетів, а не для проживання.
Нижній поверх облицьовано рустом, другий поверх виділено пілястрами йонічного ордеру, а верхній — ордером коринфським. Вінчає будівлю плоский дах із балюстрадою. Джонс планував зі зведення будинку бенкетів почати повну перебудову тюдорівського палацу у Вайтхоллі, але його плани не здійснились через нестачу у короля коштів (фінансові суперечки Карла I з парламентом призведуть до його страти перед палацом у 1649 році).

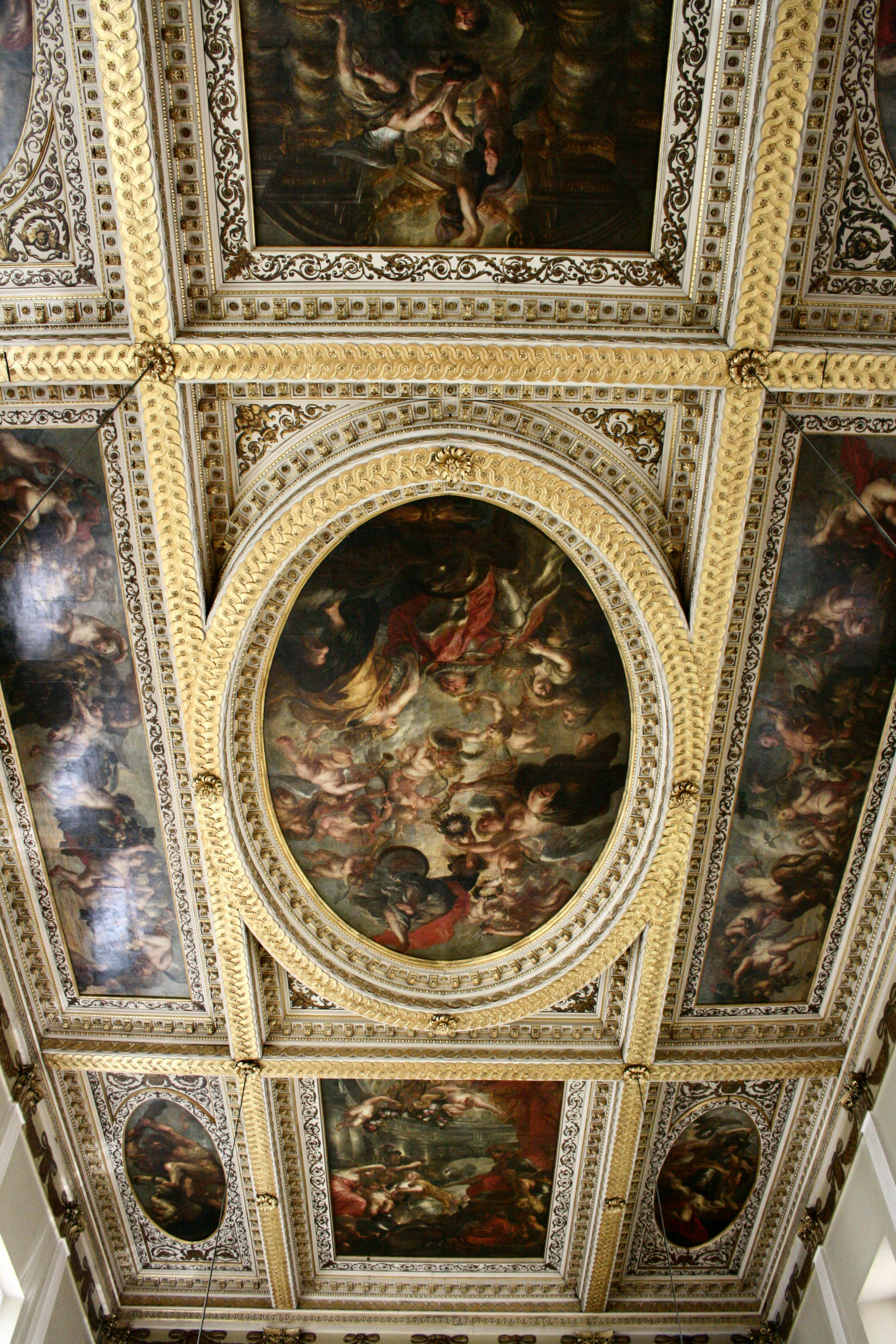
Рубенсівський плафон.

У 1635 році розписувати Бенкетінг-хаус до Лондона приїздив Рубенс із учнями. Він виконав плафони на тему апофеозу короля Якова, що слугують основною пам'яткою інтер'єру. У 1698 році Вайтхолльський палац згорів і з того часу не відновлювався. З його споруд вцілів тільки Дім бенкетів, до якого після пожежі було перенесено палацову капелу.
Королева Вікторія у 1893 році передала Дім бенкетів у розпорядження Королівського консультативного інституту з питань оборони, який мав намір перепланувати внутрішні приміщення для своїх потреб. Після втручання художньої громадськості справа обмежилась облицюванням будівлі білим вапняком. До 1962 року в Будинку бенкетів був музей даного закладу. Окрім Бенкетінг-хаусу, в Лондоні збереглось лише кілька будівель Джонса — Квінс-хаус у Гринвічі, Квінс-чепел (палацова капела) у Сент-Джеймському палаці й церква Св. Павла у Ковент-Гардені (так звана «акторська церква»).